# Art otonià

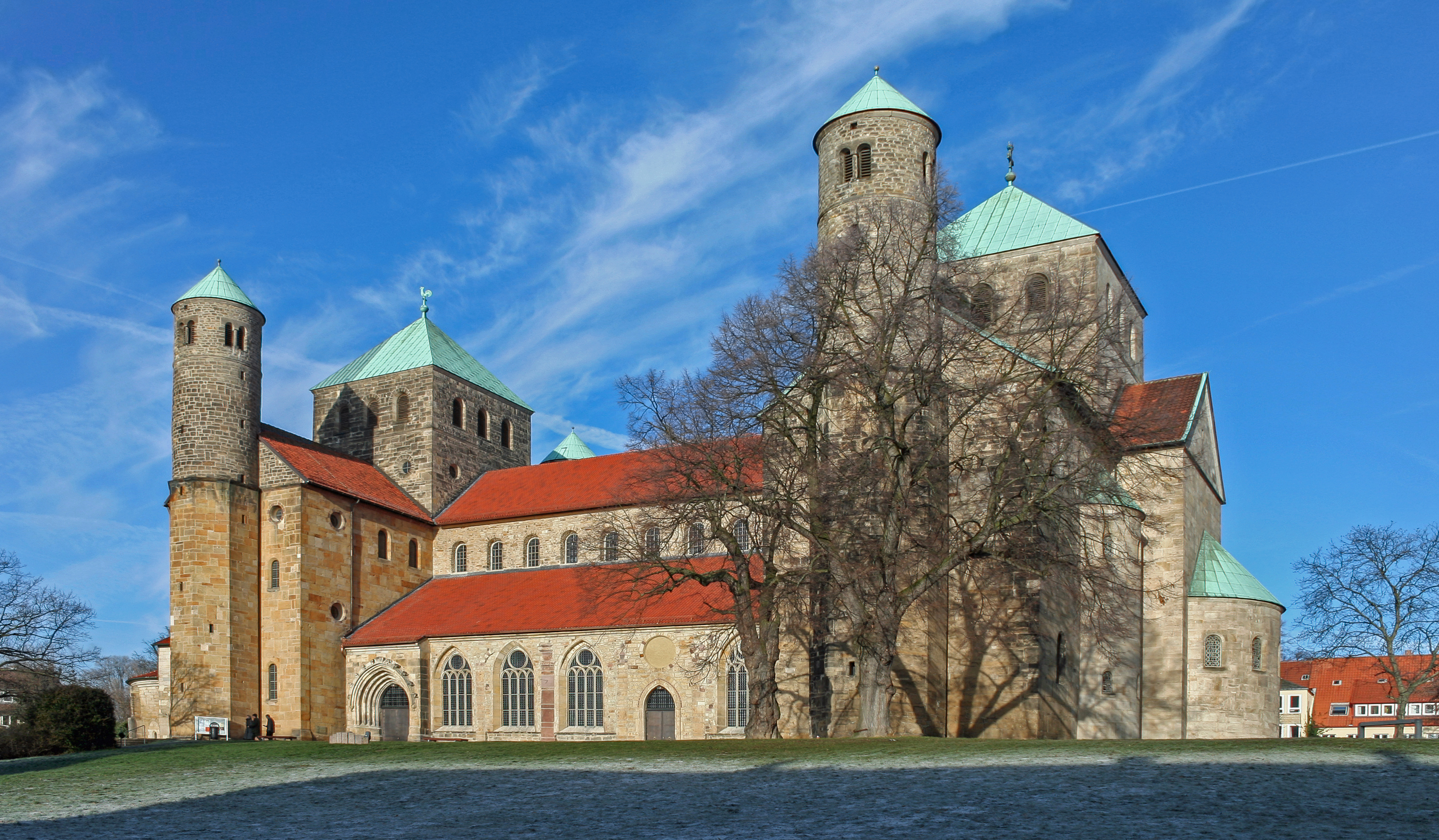
Església de Sant Miquel de Hildesheim, declarada Patrimoni de la Humanitat.

L'art otonià és un estil artístic englobat en l'art preromànic que es va manifestar sobretot en les arts menors. Va desenvolupar-se principalment a Alemanya des de mitjan segle x fins a mitjan segle xi, durant la dinastia saxona del Sacre Imperi Romanogermànic, i va acabar amb el final del regnat d'Otó III.
L'imperi otonià, anomenat així per referència al seu primer regnant Otó el Gran, abastava territoris de l'actual Alemanya, Suïssa, i nord i centre d'Itàlia. Per consolidar el seu poder i prestigi va impulsar la creació artística dins el seu territori, fet que va coincidir temporalment amb un període de creixement i reforma a l'església, i això va generar una atmosfera molt favorable pel desenvolupament de les arts. A aquest ressorgiment de les arts, se li ha dit també "renaixement otonià", en el mateix sentit que es parla de "renaixement carolingi" per a referir-se al ressorgiment posterior a la coronació de Carlemany en l'any 800.

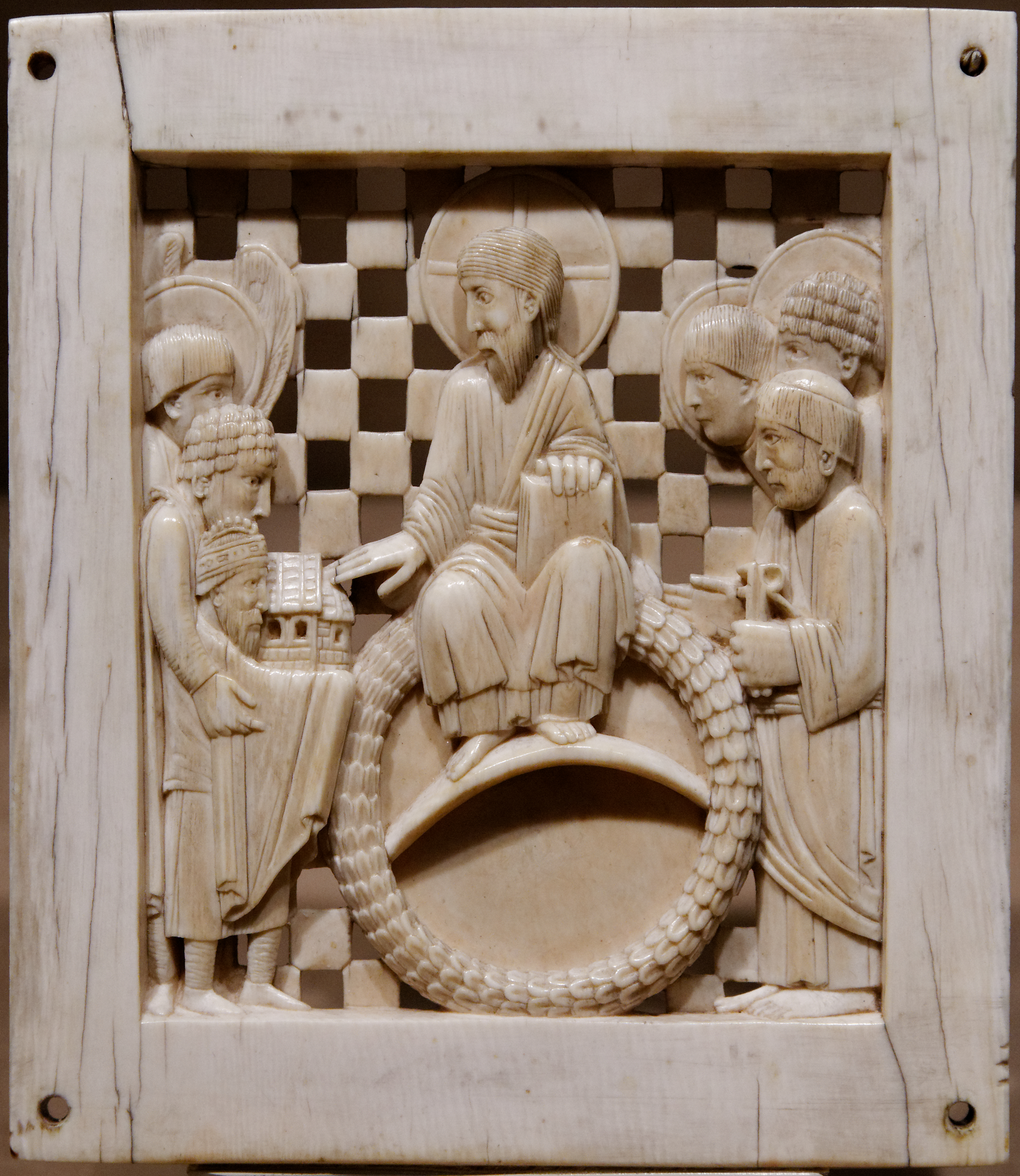
Voris de Magdeburg

El concepte d'art otonià va ser creat l'any 1890 per Hurbert Janitscheck. En l'art otonià hi van confluir tres tradicions: l'antiguitat tardana (especialment de l'art del nord d'Itàlia) el període carolingi, i l'art romà d'Orient. Gran part de la producció artística otoniana es va fer en monestirs i es caracteritza per tenir un contingut principalment religiós. A nivell estètic és un estil més decoratiu que descriptiu, amb un punt carregós, i posa molta atenció en l'expressió i utilitza colors intensos, a diferència d'estils anteriors més sobris i naturalistes com ara l'art carolingi.
Podem trobar la majoria d'expressions artístiques d'aquest estil en la pintura, la talla de vori i l'escultura. Mentre que les talles de vori van ser creades amb una finalitat principalment litúrgica, les escultures d'aquest estil van ser concebudes a gran escala i amb un ús preeminent del bronze. També cal destacar especialment l'orfebreria otoniana, sobretot pel que fa als relleus dels altars i a les portades de manuscrits. Pel que fa a l'arquitectura, hi trobem menys expressions i són molt més conservadores, ja que la majoria són només una racionalització de l'estil carolingi.
Algunes de les obres més destacables de l'art otonià són les sitres de Godofred i Basilewsky, el Codex Aureus d'Echternach, L'expulsió d'Adam i Eva de les portes de Bernward a la catedral d'Hildesheim, els voris de la Dedicació de Magdeburg, la creu de Gero de la catedral de Colònia, i la placa de vori de Tres dones santes al sepulcre.

## Pintura

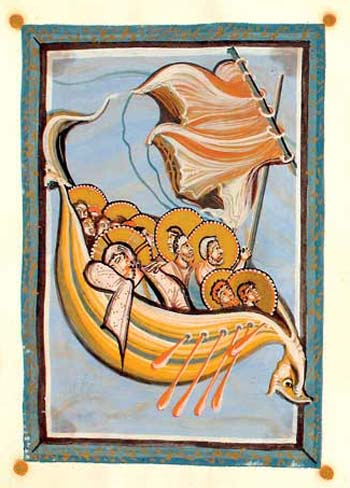
Tempesta al mar, de lEvangeliari de Hitda, ca. 1000-1025.

Un petit grup de monestirs otonians van rebre el suport directe de l'emperador i els bisbes i van produir alguns dels manuscrits il·luminats medievals més notables, la principal forma artística de l'època.
La pintura otoniana es considera com un renaixement, durant el segle X, de la pintura carolíngia, de la qual pren la seva expressivitat, fusionant-la amb la iconografia romana i romana d'Orient, que aporta la seva típica solemnitat. Abunden entre les seves miniatures els paisatges, els motius arquitectònics i els retrats d'emperadors. Otó va quedar escandalitzat per l'estat de la litúrgia a Roma, així que va encarregar el primer Llibre Pontifical, un llibre litúrgic que contenia tant oracions com instruccions sobre el ritu. La compilació del Pontifical romanogermànic, com se l'anomena actualment, va ser supervisada per l'arquebisbe Guillem de Magúncia.
Els primers manuscrits sembla que es van realitzar a l'abadia imperial de Corvey, sobre el riu Weser (Rin del Nord-Westfàlia).
Després de l'any 1000 va realitzar manuscrits l'escriptori de Hildesheim.
A Trèveris va treballar l'anomenat Mestre del Registrum Gregorii (Musée Condé, Chantilly), o Mestre de Gregori, als anys 970 i 980. És responsable d'algunes de les miniatures de l'influent Còdex d'Egbert (Codex Egberti) (Bibl. de Trèveris).
No obstant això, la major part de les 51 imatges d'aquest Còdex d'Egbert, un evangeliari fet per a l'arquebisbe Egbert de Trèveris a la dècada dels anys vuitanta del segle X, van ser fetes per dos monjos de l'escriptori més destacat de l'època: el de l'illa de Reichenau, sobre el llac de Constança. El Codex Egberti representa en les seves imatges el primer cicle extens d'imatges que narren els esdeveniments de la vida de Jesucrist a Europa occidental, en una fusió d'estils que inclouen les tradicions carolíngies així com trets d'influències insulars i romanes d'Orient. Cap altra obra caracteritza la imatge de l'art otonià millor que les miniatures que es van originar allí. Aquests manuscrits produïts al monestir de Reichenau, llac de Constança, formen part, des del 2003, del Programa Memòria del Món. L'escriptori de Reichenau es va especialitzar en il·lustracions de l'Evangeli en llibres litúrgics, molts dels quals eren encàrrecs imperials, com els Evangelis d'Otó III (997 i 1002, conservats a Aquisgrà i Múnic) i el Leccionari d'Enric II (principis del segle XI, Biblioteca estatal de Baviera, Múnic, còd. 4452).
Altres manuscrits famosos inclouen l' Evangeliari de Reichenau, El Codex Liuther i l' Apocalipsi de Bamberg (creat entre els anys 1000 i 1020).
Altres importants escriptoris monàstics que van florir a l'època otoniana, produint manuscrits, són els de: 
- Colònia, on a principis del segle XI es van elaborar evangeliaris per a l'abadessa Hitda de Meschede (Bibl. de Darmstadt; còd. 1640) i el Sacramentari de Sant Gereó (Biblioteca Nacional de França, còd. lat. 817), de forta influència romana d'Orient, amb pinzellades intenses i colors vius.
- Ratisbona. En aquest escriptori, que va gaudir del patrocini d'Enric II, es van escriure el Sacramentari d'Enric II (Bibl. de Múnic, còd. 4456) i el Leccionari de l'abadessa Uta de Niedermünster (Bibl. de Múnic, còd. 13601).
- Echternach, va florir a finals del període otonià, amb obres com l'Evangeliari Daurat d'Enric III (El Escorial, còd. Vetrinas 17).
- Salzburg, també de mitjan segle XI, on es va fer el Leccionari de la biblioteca dels arquebisbes de Salzburg (Bibl. de Múnic, còd. 15713).

Es conserven alguns frescos d'aquesta època a l'església de Sant Jordi del monestir d'Oberzell, situat a l'illa de Reichenau, així com a Goldbach. Són pintures que deuen molt al nord d'Itàlia.
Abunden les imatges dels donants junt a l'escena pintada, per buscar la legitimitat i mostrar poder.

Pintura otoniana
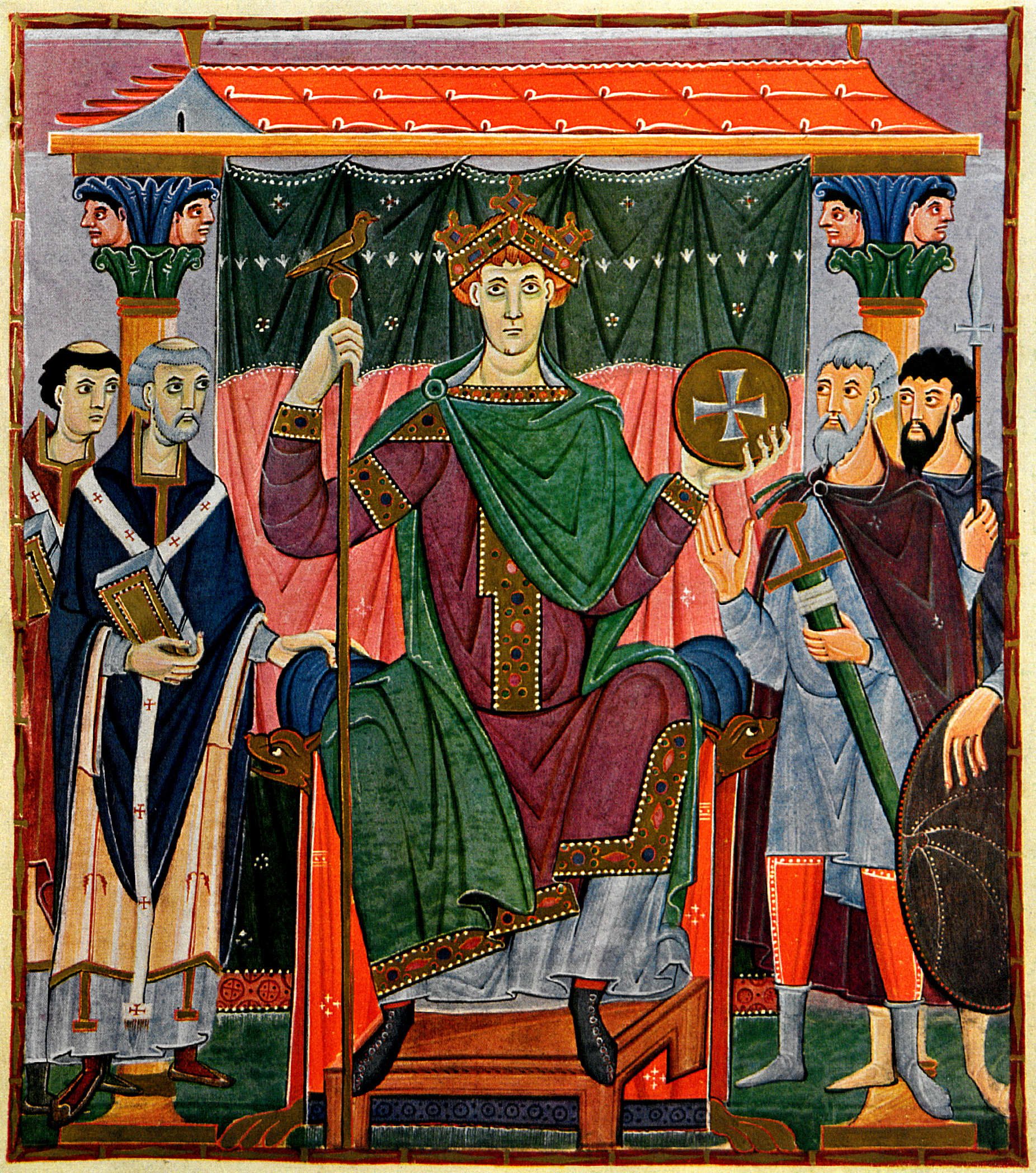
Evangeliari d'Otó III, Bibl. de Múnic
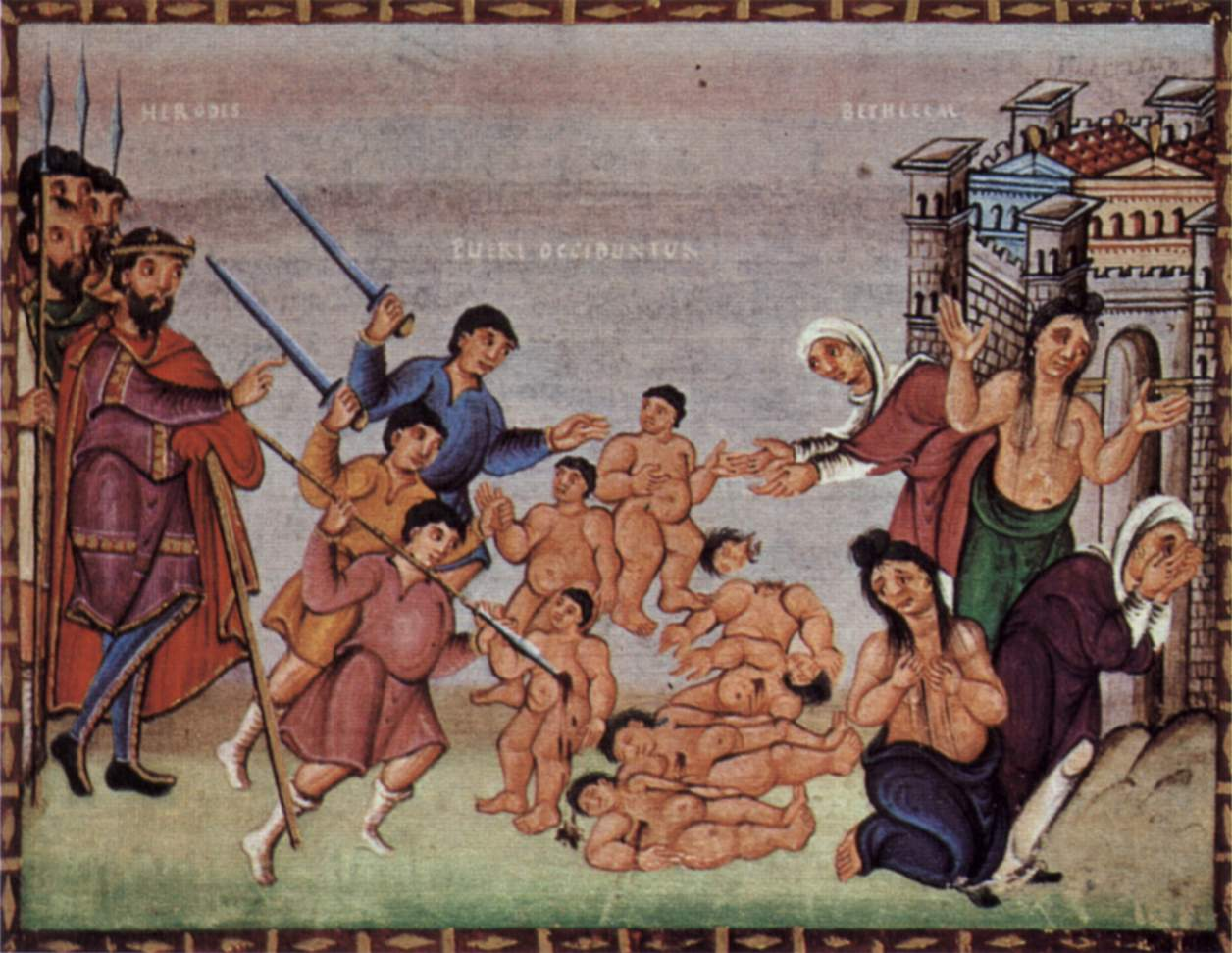
Codex Egberti, Bibl. de Trèveris
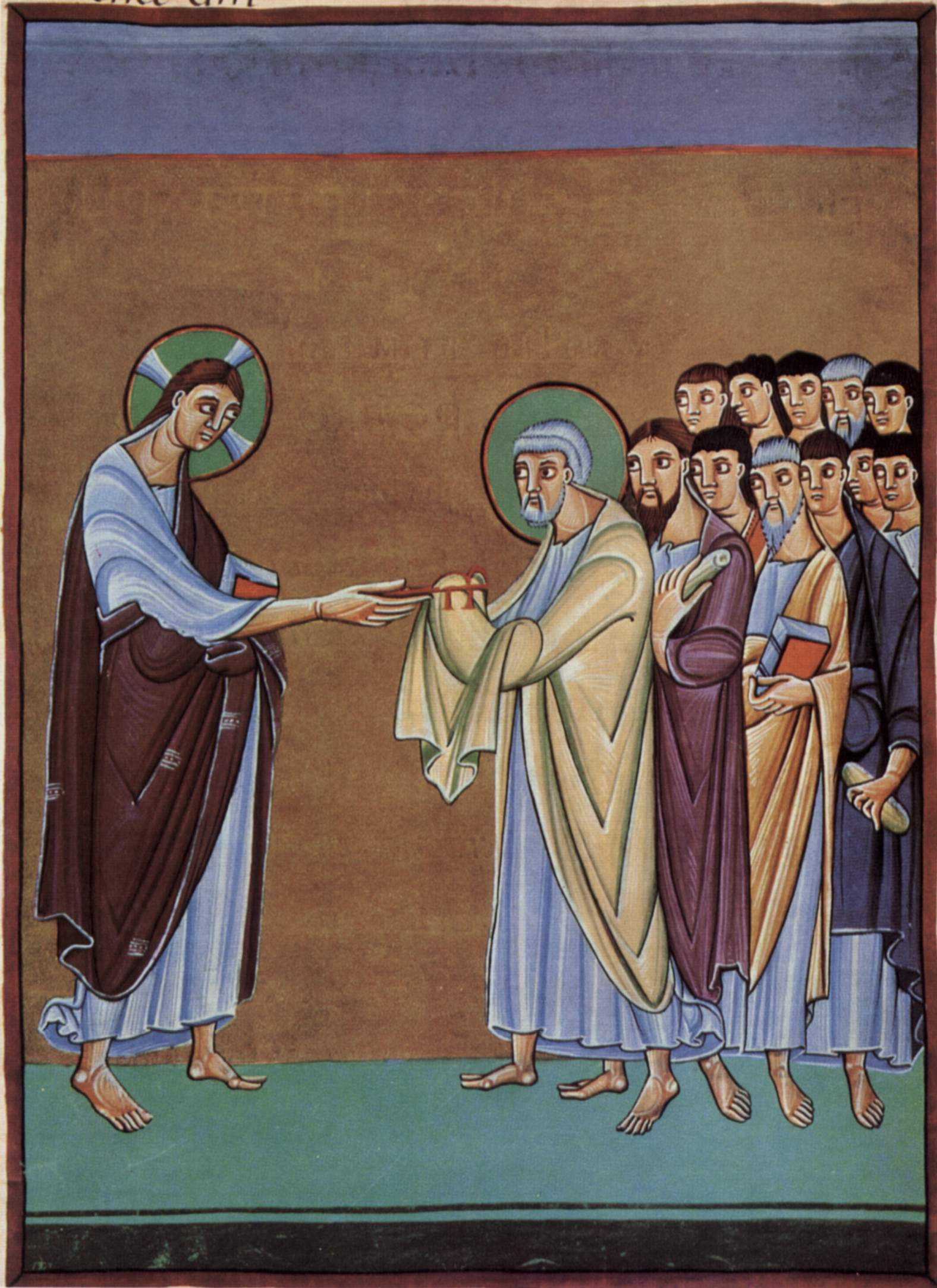
Leccionari d'Enric II, Bibl. de Múnic
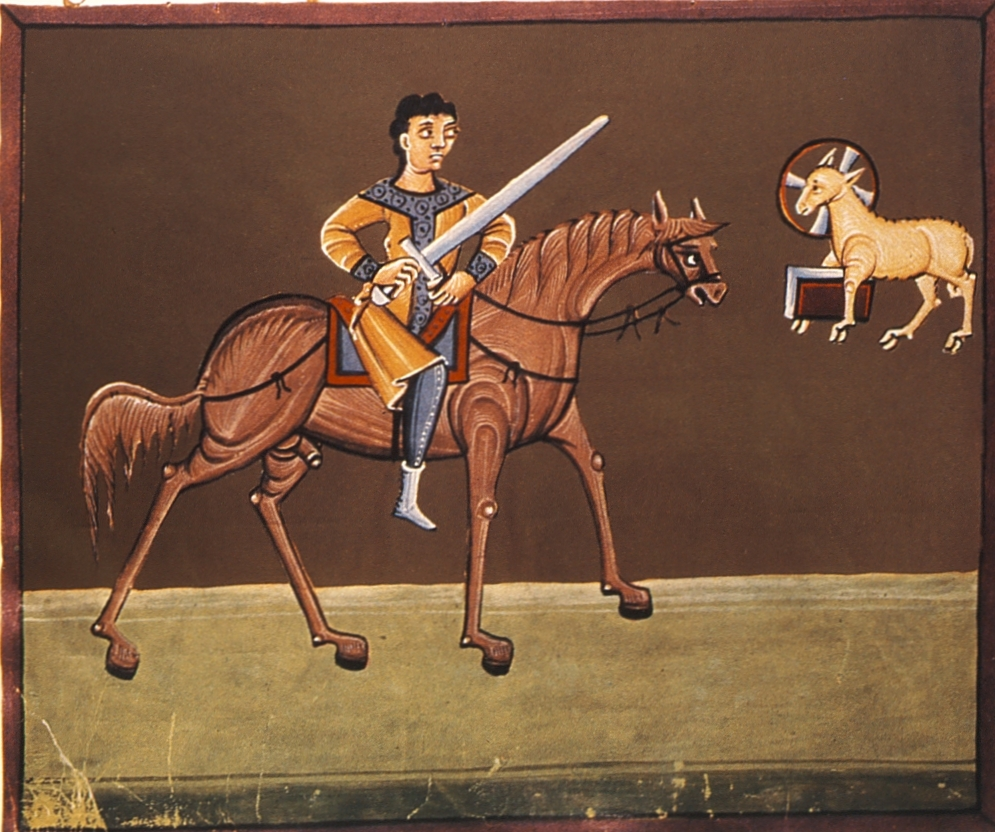
Apocalipsi de Bamberg, Biblioteca Estatal de Bamberg

## Arquitectura

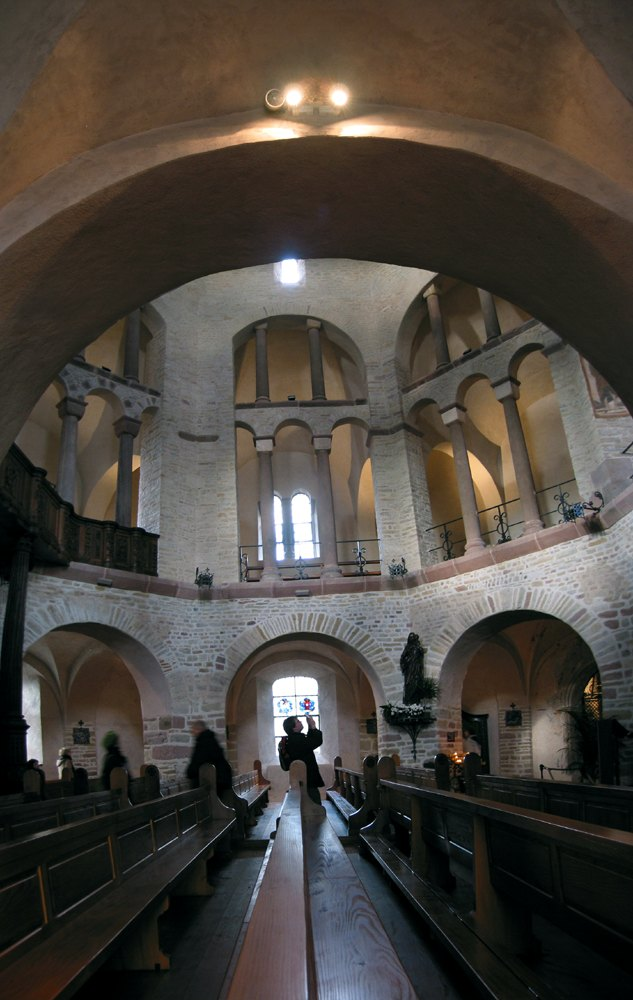
Interior d'Ottmarsheim.

L'arquitectura de l'època otoniana abasta des de mitjan segle X fins a mitjan segle XI. Ve precedida per l'arquitectura carolíngia i seguida pel romànic, per la qual cosa presenta certa continuïtat amb l'art carolingi i anticipa solucions posteriors.
S'inspira en l'arquitectura carolíngia i romana d'Orient. Entre les obres que repeteixen el model de la Capella Palatina octogonal a Aquisgrà es troben Ottmarsheim (segle XI, Alsàcia) i el cor de l'abadia de la Trinitat a Essen.
L'arquitectura religiosa tendeix a apartar-se d'un pla centralitzat. Es conserva la inspiració de la basílica romana. L'arquitectura otoniana manté el doble tret carolingi acabat amb absis a banda i banda del final de l'església. Entre les innovacions d'aquesta arquitectura es troba l'elaboració i ús més ampli de galeries o tribunes, així com l'alternança en els suports (pilars i columnes) segons dos models: al renà s'alternen pilars i columnes, i al saxó apareixen dues columnes entre els pilars.
El primer exemple de l'arquitectura otoniana és la església abacial de Sant Ciriac de Gernrode (959-163), aparentment la primera a Europa que va tenir una tribuna sobre les naus laterals. És una de les poques construccions que es conserven de l'arquitectura de principis de l'era otoniana.
Altres construccions otonianes són la Col·legiata de Santa Gertrudis de Nivelles (1046, Bèlgica), la gran abadia de Sant Jordi d'Oberzell, a Reichenau o l'església de Sant Miquel de Hildesheim (1010-1033).

Arquitectura otoniana
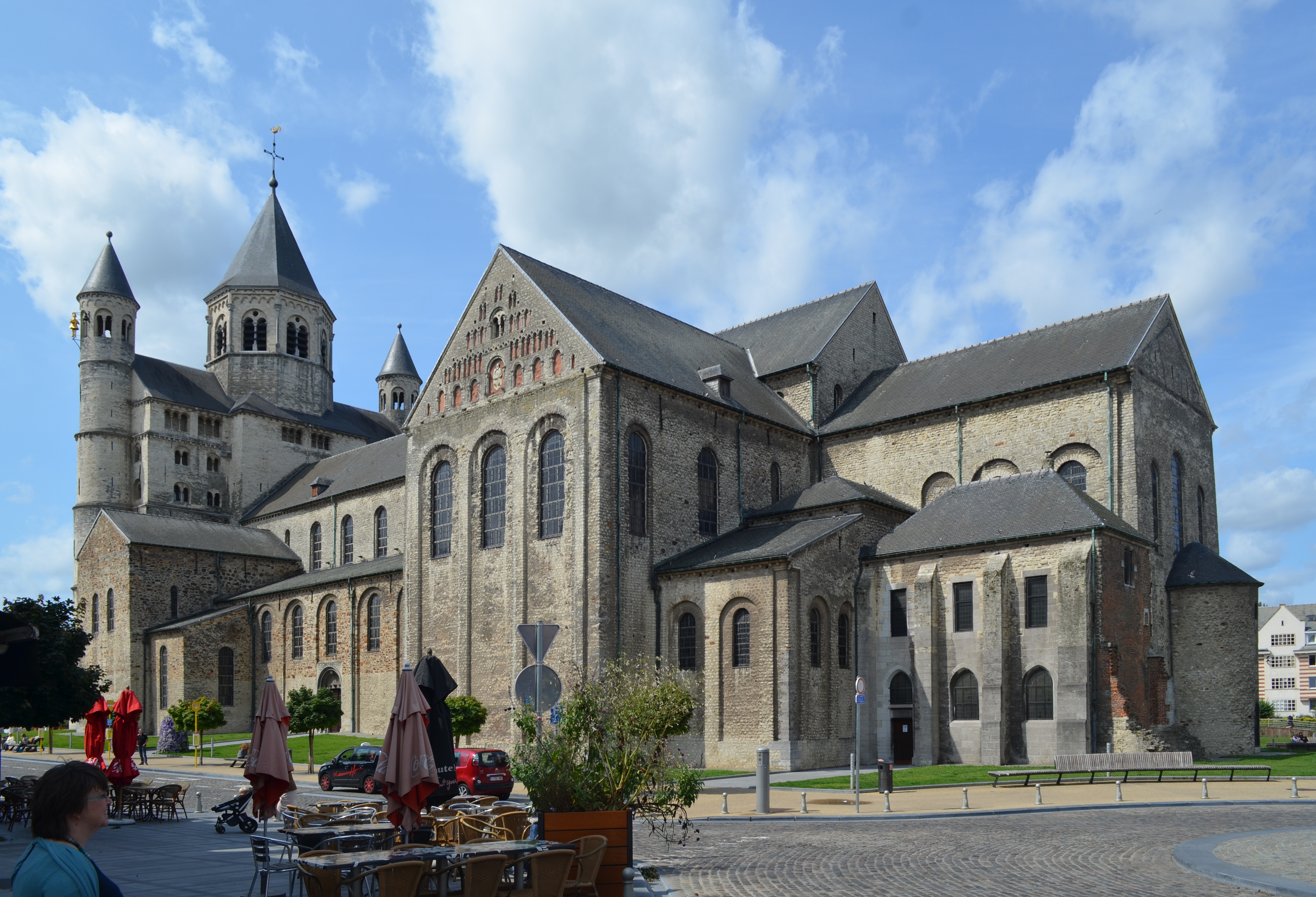
Col·legiata de Santa Gertrudis de Nivelles
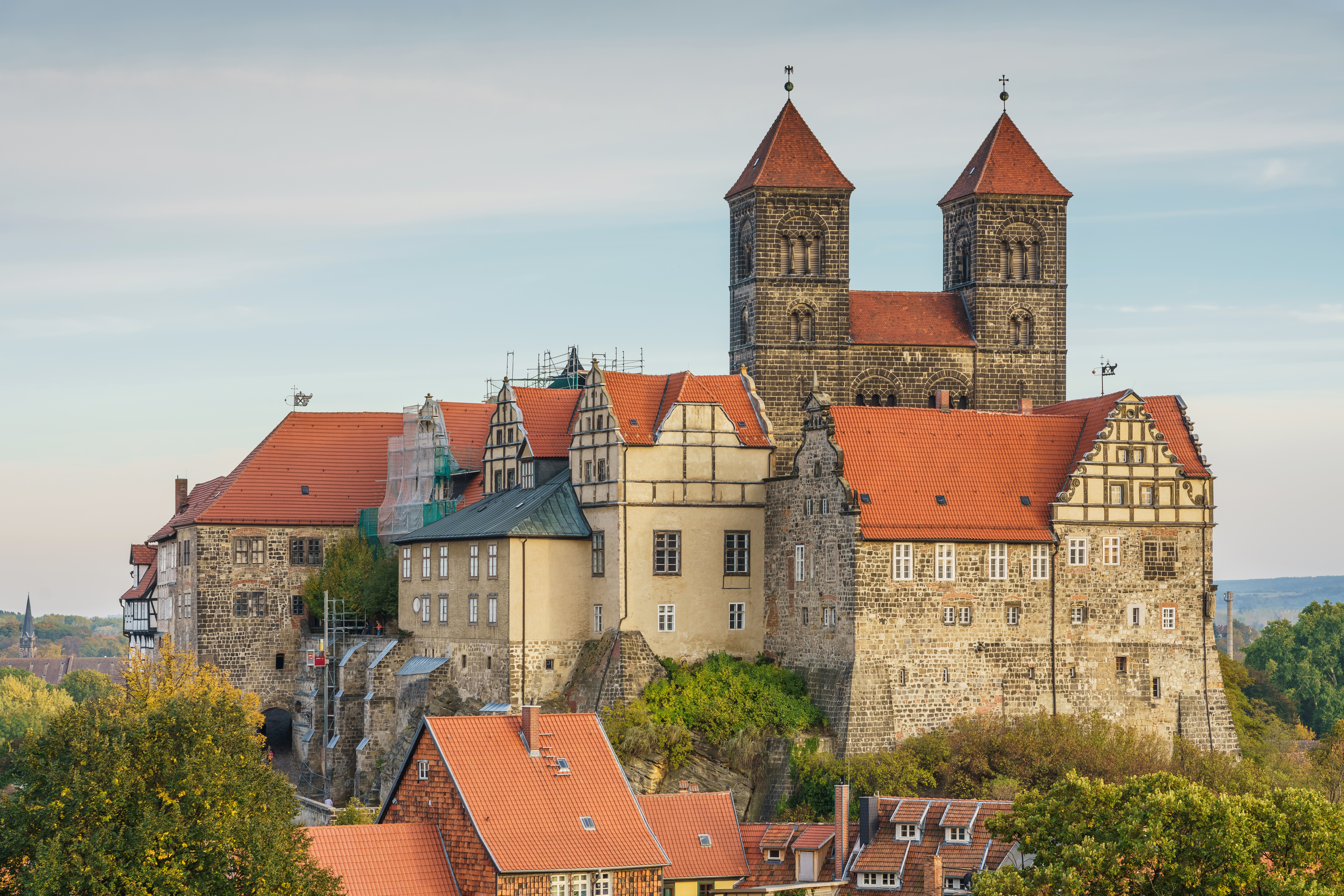
Església col·legial de Sant Servatius a Quedlinburg
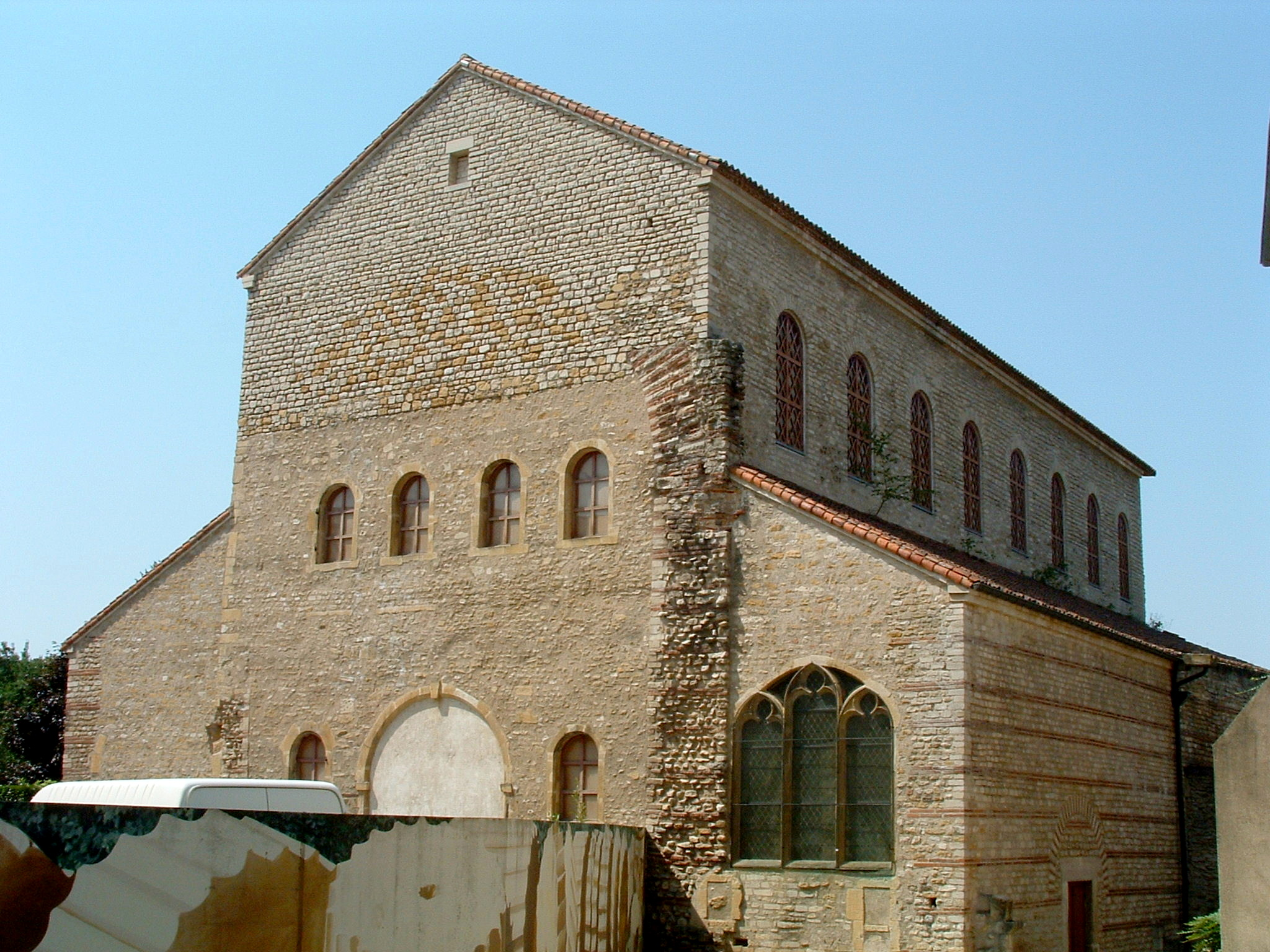
La església de Saint-Pierre-aux-Nonnains de Metz, realitzada sobre un edifici romànic
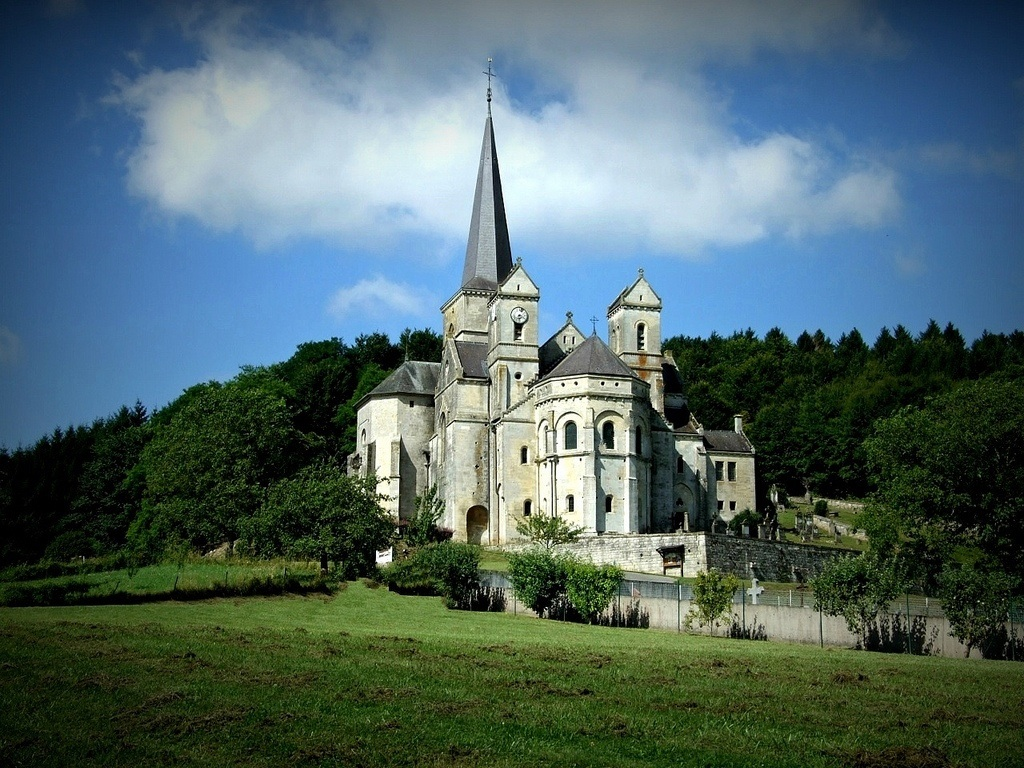
Església de Nostra Senyora de Mont-devant-Sassey

## Escultura
No es produeix escultura monumental, sinó petites escultures en ivori i metall, principalment bronze, embellides amb gemmes, esmalts, cristalls i cameos. En aquestes obres es fonen les tècniques i la iconografia romanes d'Orient amb l'expressionisme típic del món germànic.
Les tasques en bronze presenten un gran bizantinisme, especialment després del matrimoni d'Otó II del Sacre Imperi amb Teòfano (972). Així, el taller de Hildesheim es relaciona amb l'art romà d'Orient del sud d'Itàlia. Destaquen les portes de bronze de Sant Miquel de Hildesheim, amb escenes del Gènesi i evangèliques; uns canelobres de plata amb figures i una magnífica columna de bronze amb relleus disposats en espiral. La tècnica de fosa germànica s'estendrà cap a Rússia i el nord d'Itàlia.
Els ivoris segueixen els models carolingis. Destaquen les escoles de Trèveris i de Fulda. Aquest art està molt relacionat amb l'enquadernació de llibres, ja que formaven la decoració principal de les tapes. Al Museu Cluny (París) es conserva una placa d'ivori que representa l'emperador Otó II i la seva esposa, vestits amb vestit de tall romà d'Orient. Els ivoris otonians influiran en l'art espanyol del segle XI. També es van esculpir gerros per a ús nobiliari.
Hi ha algunes imatges en fusta, amb receptacle per a relíquies, com la Verge d'Essen (catedral d'Essen), recoberta d'or, i el crucifix de Gero, (Catedral de Colònia). L'estàtua del reliquiari de la Mare de Déu amb el Nen és una obra mestra del taller de Trèveris, tot i que actualment es conserva a la catedral d'Essen. És un reliquiari de tres quarts de mida de fusta, coberta per una làmina d'or, amb ulls esmaltats i gemmes encastades a l'halo del Nen. Per la seva banda, el crucifix que es troba a la cambra del tresor de la catedral de Colònia es creu que va ser encàrrec de l'arquebisbe Gero de Colònia (bisbe el 976), que possiblement és la creació escultòrica més influent d'aquest període, amb una força que anticipa les vigoroses escultures romàniques.

Escultura otoniana
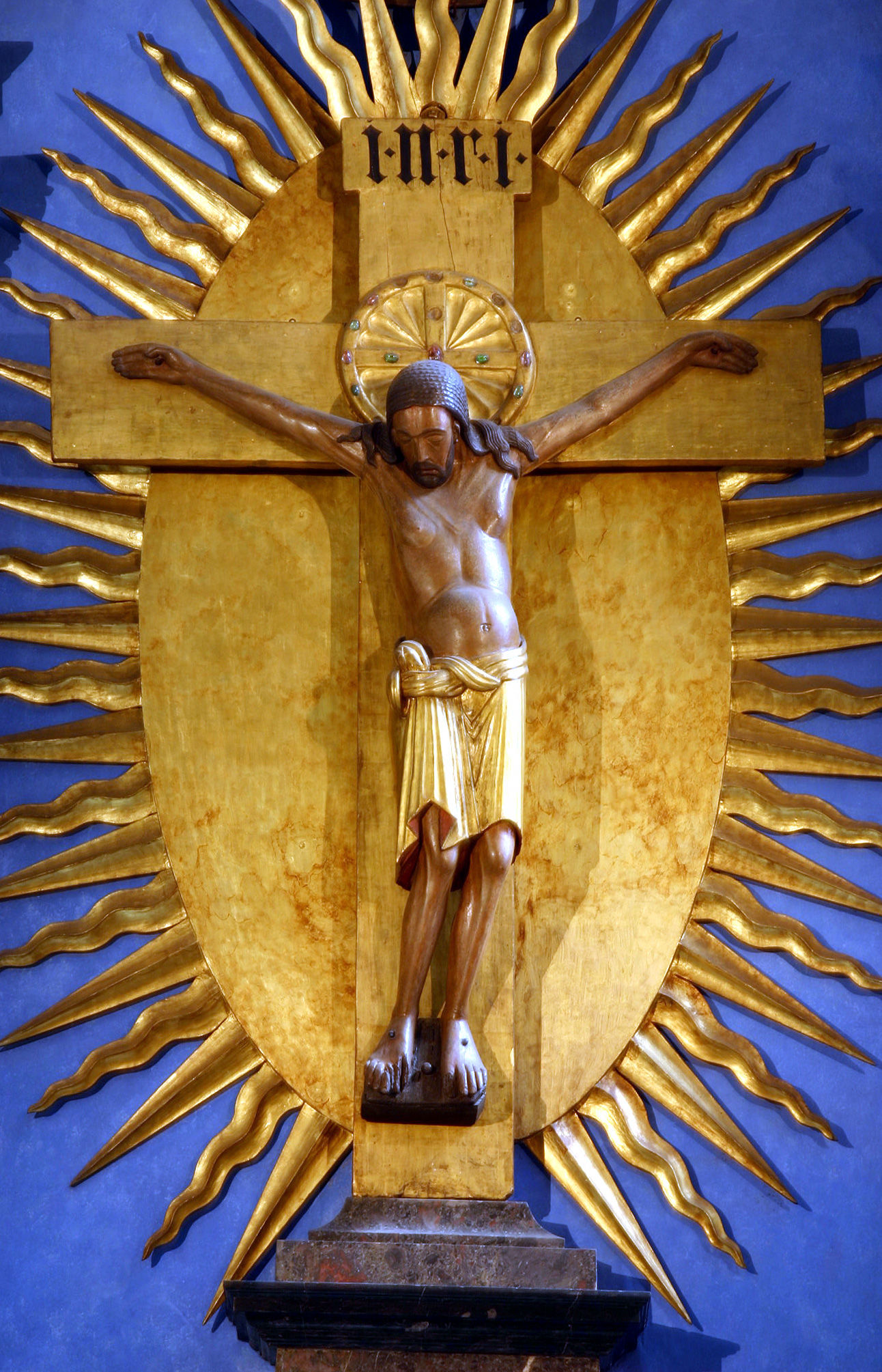
El Crucifix de Gero, a la catedral de Colònia
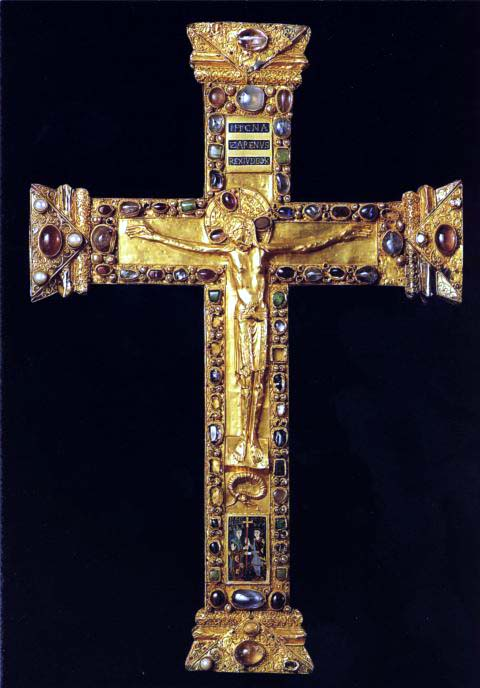
Creu d'altar feta per a l'abadessa Matilde, a la catedral d'Essen
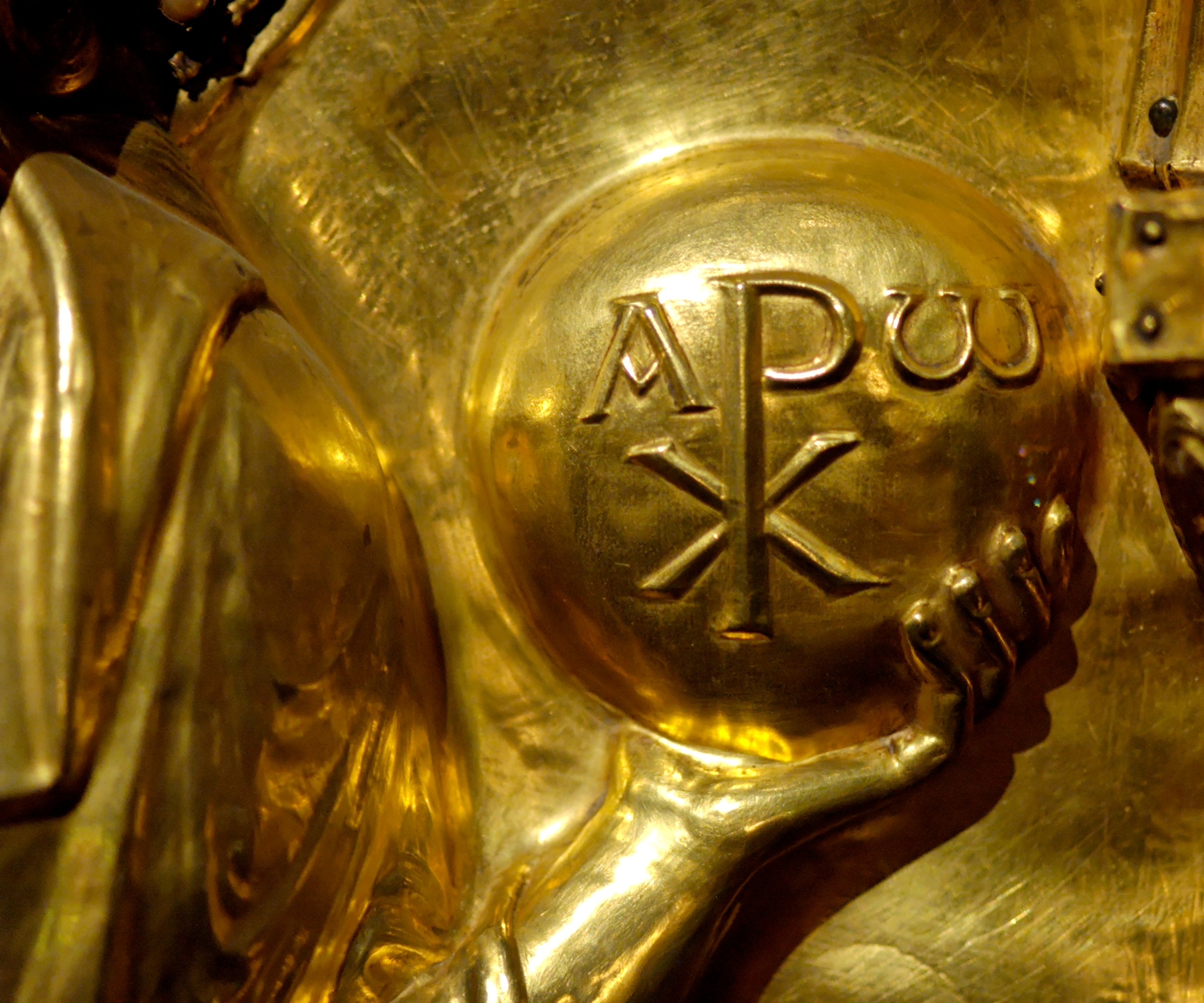
Crist sostenint una esfera amb el monograma chi-rho (detall), Altar d'or de Basilea, actualment al Museu Cluny de París

L'orfebreria segueix els models carolingis, si bé amb major importància dels esmalts. Destaquen dos tallers: el de Trèveris, patrocinat pel bisbe Egbert i el d'Essen, creat per Matilde, néta d'Otó I, que va ser-hi abadessa des de l'any 973 fins al 1001. Entre les peces que es conserven d'aquest període, cal citar: 
- L'altar d'or de Basilea, actualment al Museu de Cluny (París), de principis del segle XI, donació de l'emperador Enric II; fet en fusta de roure amb or.
- La creu de l'abadessa Matilde a la catedral d'Essen
- Creu de Lotari, a la catedral d'Aquisgrà
- El mantell d'Enric II, a Bamberg (ciutat d'Alemanya), recamat en or i seda sobre fons blau, amb el Zodíac i temes religiosos.
- Tapa daurada del Codex Aureus d'Echternach (Museu Nacional Germànic de Nuremberg)

A la cambra del tresor imperial, localitzada al Palau Imperial de Hofburg de Viena es conserva la gran corona imperial, un dels objectes més importants associats a Otó I. Està formada per vuit grans làmines, unes amb pedres encastades i altres amb esmalts en tècnica cloisonné amb figures com la del rei Salomó d'Israel. Només a Itàlia hi podia haver artesans, formats en la tradició romana d'Orient, que dominessin la tècnica per realitzar una obra semblant. El més probable és que es realitzés per a la coronació d'Otó I a Roma (962), i va patir dues addicions posteriors: una petita creu muntada sobre la part frontal, que segurament es va fer per a Otó II després de la seva successió l'any 973; i un arc que passa sobre la corona, en el qual hi ha una inscripció amb el nom de l'emperador Conrad II, coronat el 1027, per la qual cosa de vegades també és anomenada "corona de Conrad II".

Orfebreria otoniana
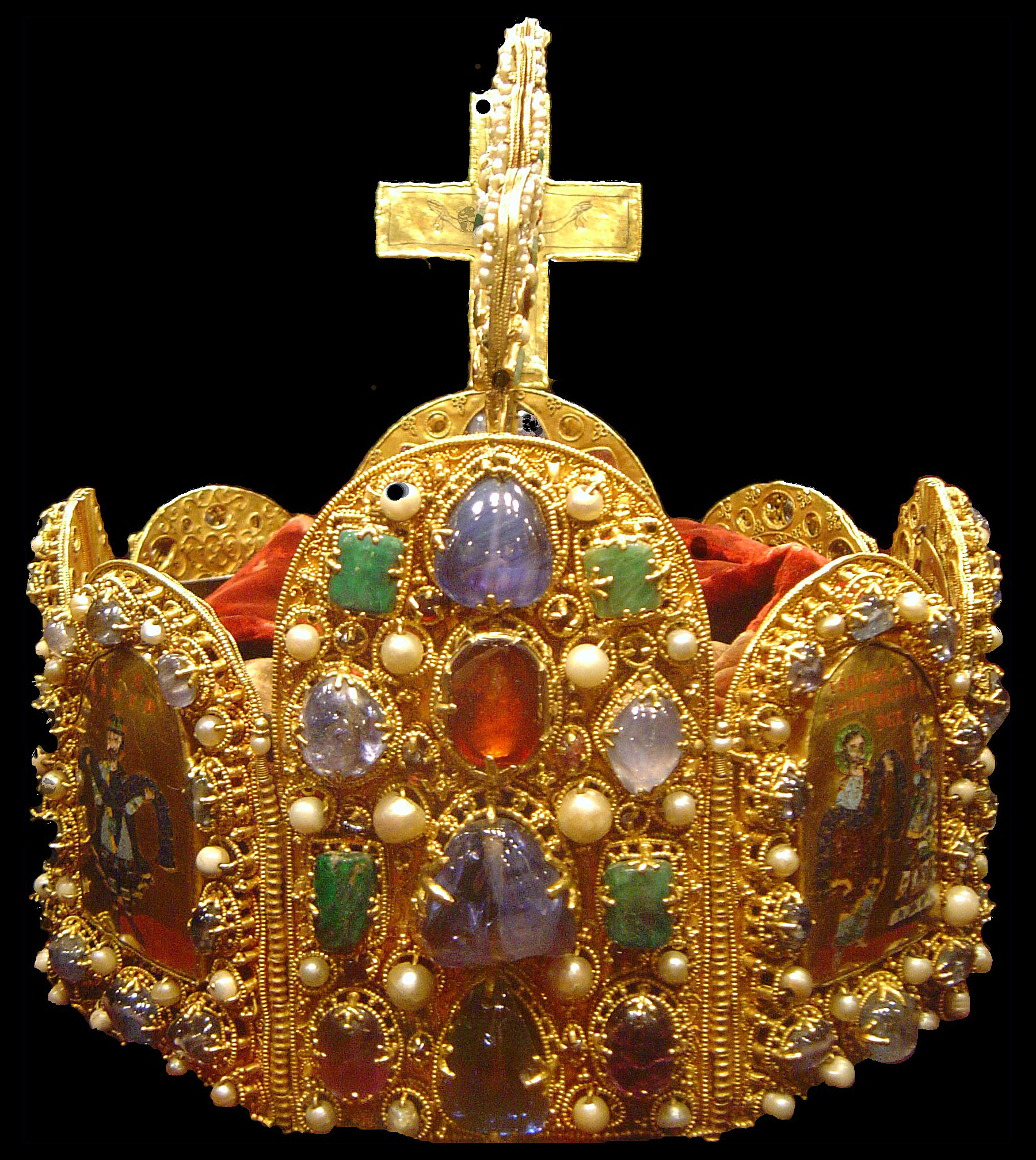
La corona imperial conservada a Viena, vista des de darrere
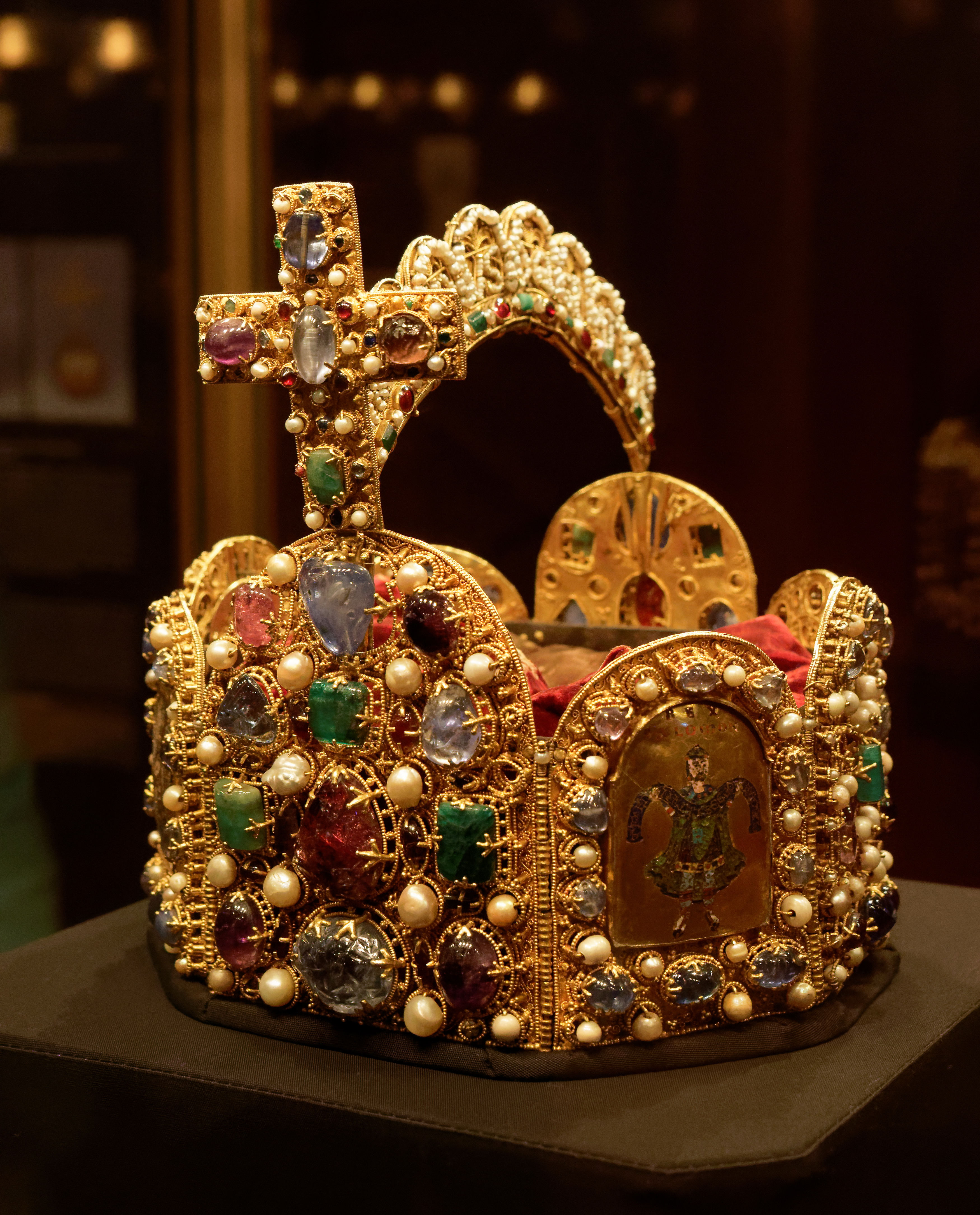
Vista lateral
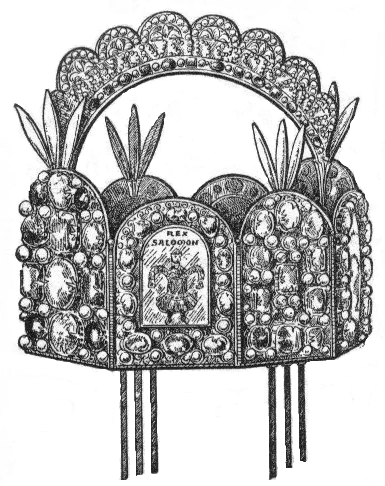
Reconstrucció de la corona imperial
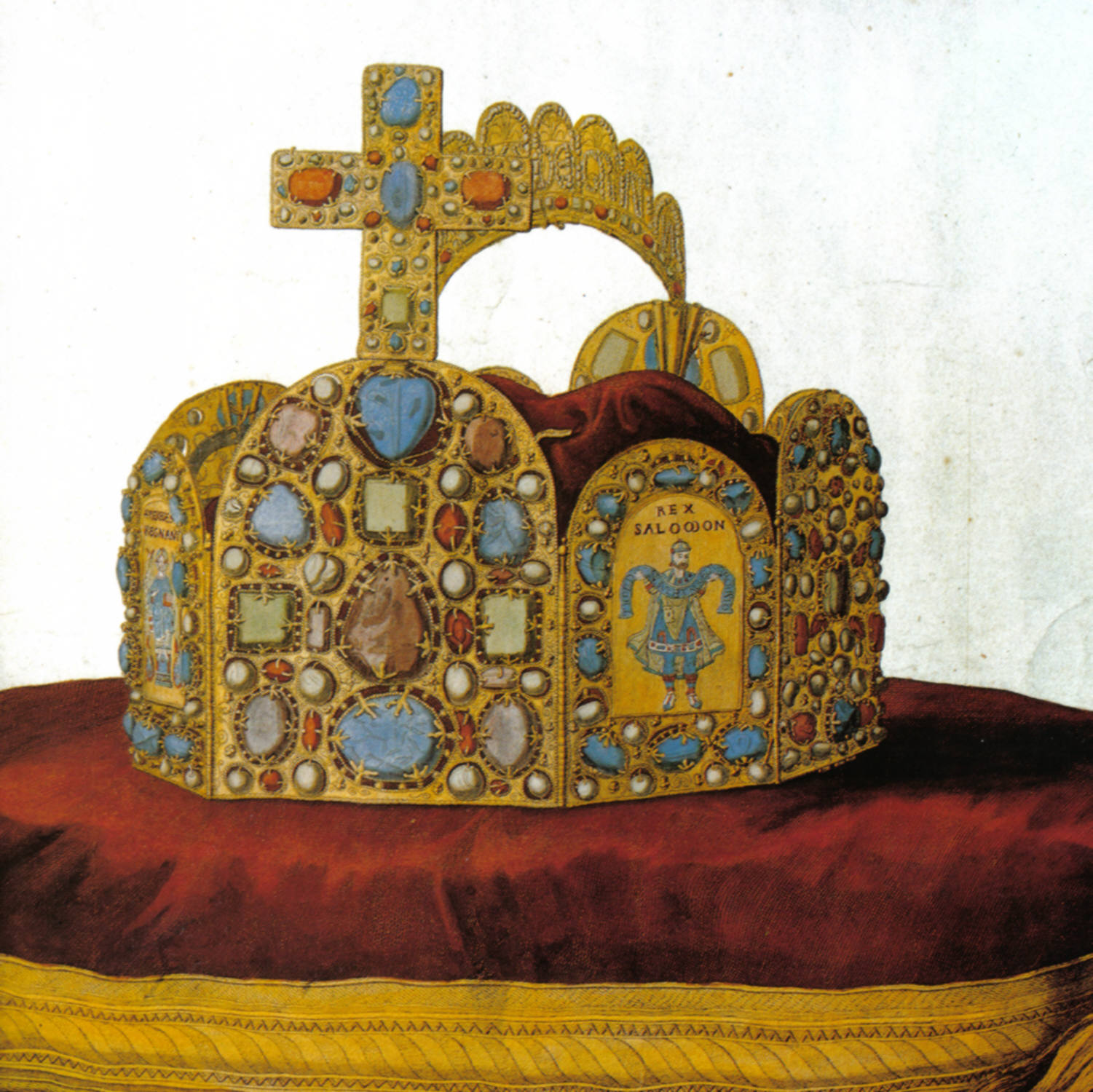
La corona imperial del Sacre Imperi Romanogermànic, aquarel·la de Johann Adam Delsenbach, feta el 1751.

## Literatura i política
Hroswitha de Gandersheim caracteritza els canvis que van ocórrer a l'època. Era una monja que va compondre versos i drames, basant-se en les obres clàssiques de Terenci.
Políticament, el període es caracteritza per les teories sobre la unitat de la cristiandat i l'imperi, així com nocions clàssiques revifades sobre la grandesa imperial a Occident. Cal recordar que Otó II va tenir una esposa grega, Teòfano, i a través d'aquest matrimoni la iconografia romana d'Orient va penetrar a Occident. El globus crucífer, és a dir, l'orbe (globus) amb una creu a sobre va esdevenir símbol del poder reial i els emperadors romanogermànics es van representar com coronats per Crist a l'estil romà d'Orient. Precisament per intentar revifar la glòria de l'Imperi romà, l'emperador Otó III va fer de la ciutat eterna la seva capital i va introduir l'estil grecoromà en el cerimonial cortesà.